# Forêts tempérées de l'île du Nord
Localisation
Les forêts tempérées de l'île du Nord forment une écorégion définie par le fonds mondial pour la Nature (WWF). Elle couvre la majorité du territoire de l'île du Nord en Nouvelle-Zélande. Elle appartient à l'écozone australasienne et au biome des forêts tempérées décidues et mixtes. 

## Protection
L'écorégion compte seulement 19% d'aires protégées. Elles se composent des parcs nationaux de Tongariro (795,98 km²), Te Urewera (2 127 km²), Egmont (335 km²) et Whanganui (742 km²).